# Mouriri
Mouriri är ett släkte av tvåhjärtbladiga växter. Mouriri ingår i familjen Melastomataceae.

## Bildgalleri

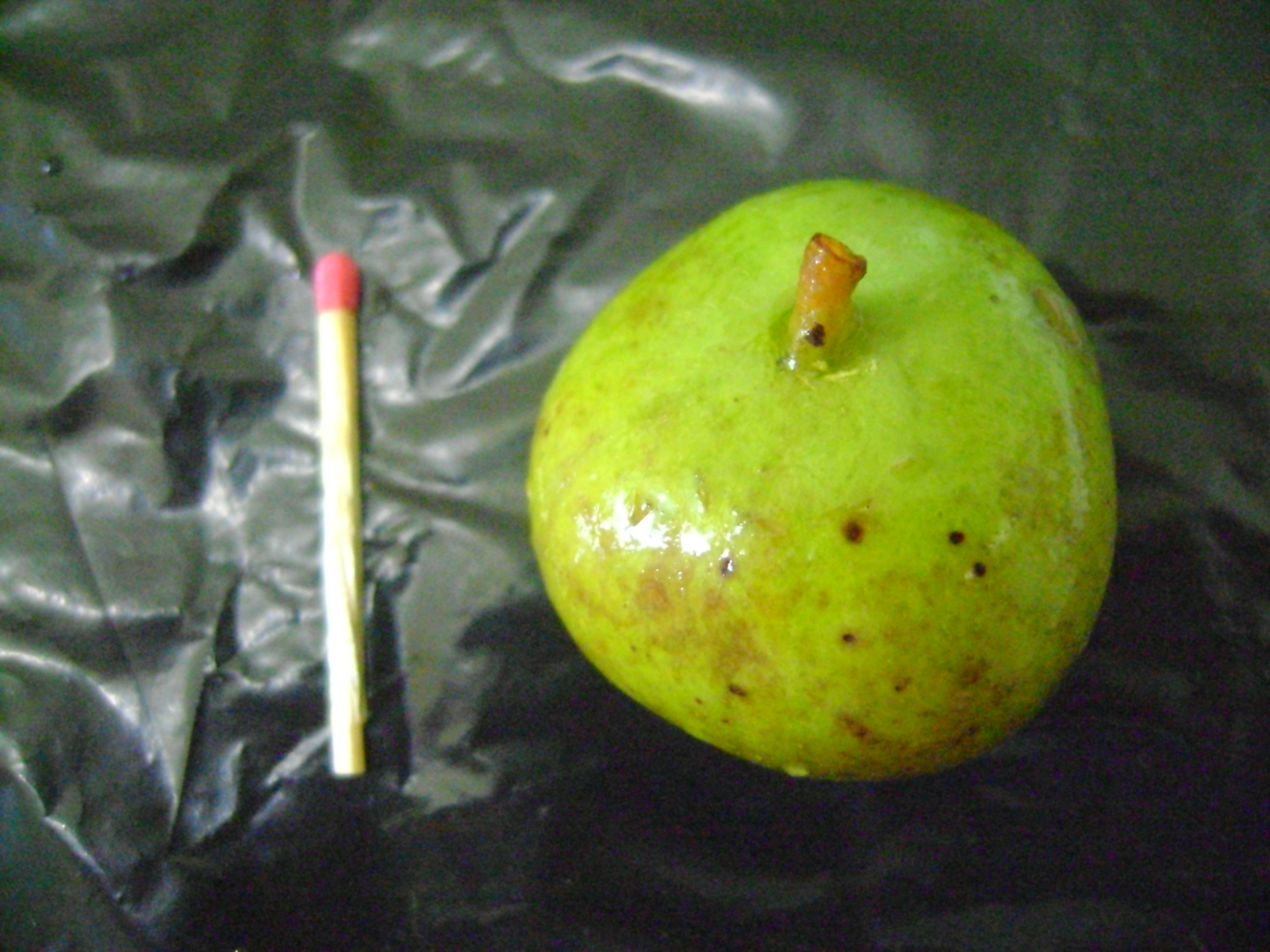
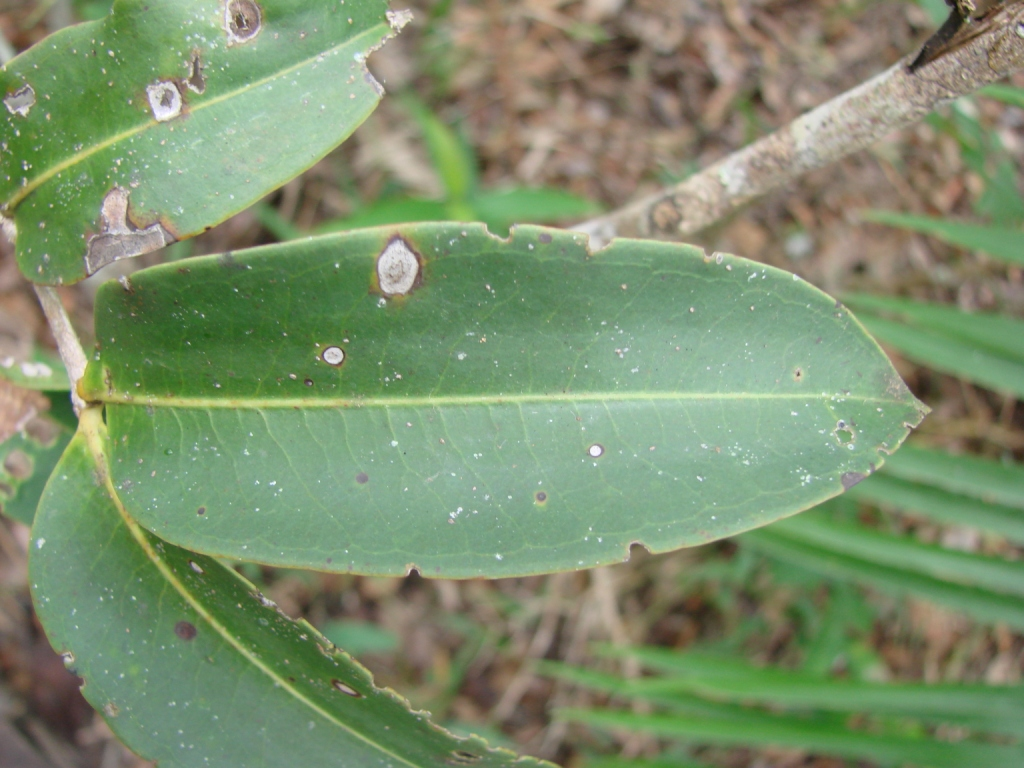
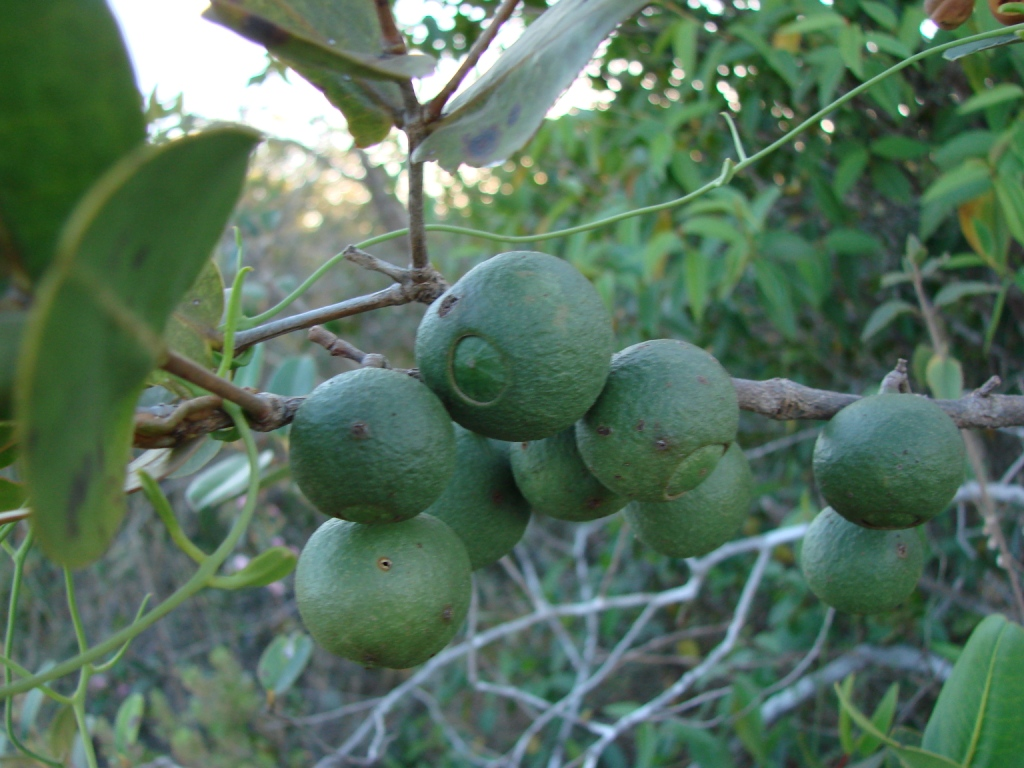
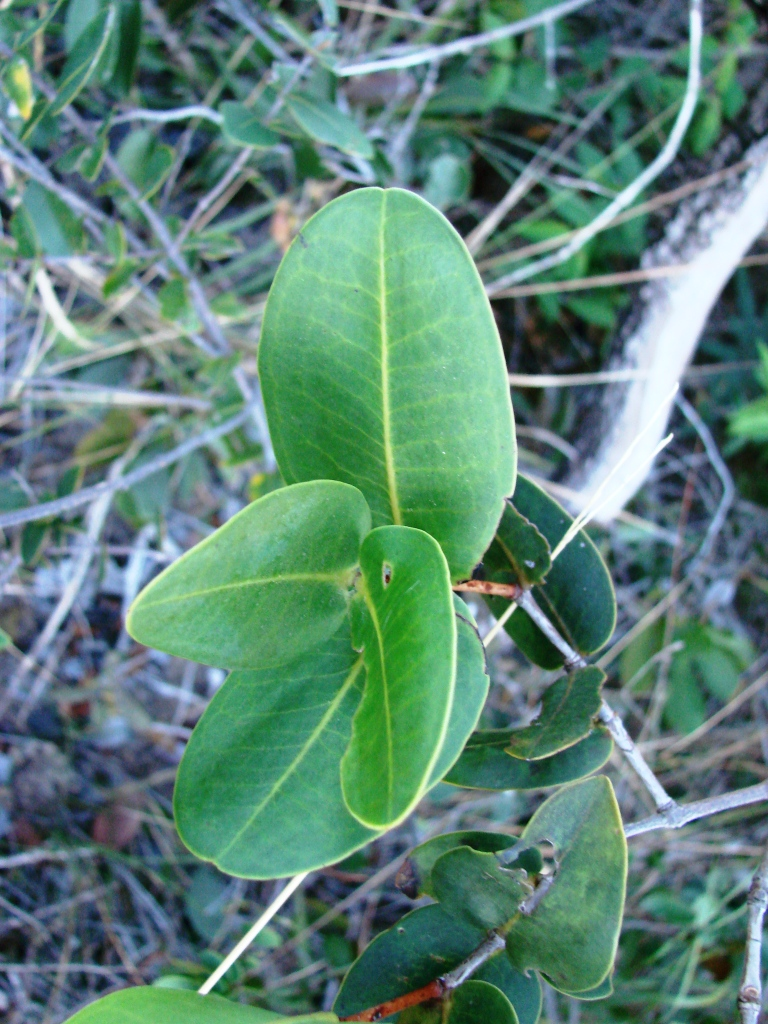

## Dottertaxa tillMouriri, i alfabetisk ordning[1]
- Mouriri acutiflora
- Mouriri ambiconvexa
- Mouriri angulicosta
- Mouriri angustifolia
- Mouriri apiranga
- Mouriri arborea
- Mouriri arenicola
- Mouriri bahiensis
- Mouriri barinensis
- Mouriri brachyanthera
- Mouriri brevipes
- Mouriri cauliflora
- Mouriri cearensis
- Mouriri chamissoana
- Mouriri collocarpa
- Mouriri colombiana
- Mouriri completens
- Mouriri crassifolia
- Mouriri crassisepala
- Mouriri cyphocarpa
- Mouriri densifoliata
- Mouriri dimorphandra
- Mouriri domingensis
- Mouriri doriana
- Mouriri duckeana
- Mouriri duckeanoides
- Mouriri dumetosa
- Mouriri elliptica
- Mouriri emarginata
- Mouriri eugeniifolia
- Mouriri exadenia
- Mouriri exilis
- Mouriri ficoides
- Mouriri floribunda
- Mouriri francavillana
- Mouriri froesii
- Mouriri gardneri
- Mouriri glazioviana
- Mouriri gleasoniana
- Mouriri gonavensis
- Mouriri grandiflora
- Mouriri guianensis
- Mouriri helleri
- Mouriri huberi
- Mouriri impressinerva
- Mouriri lancifolia
- Mouriri latihila
- Mouriri laxiflora
- Mouriri longifolia
- Mouriri lunatanthera
- Mouriri megasperma
- Mouriri micradenia
- Mouriri micranthera
- Mouriri monopora
- Mouriri muelleri
- Mouriri myrtifolia
- Mouriri myrtilloides
- Mouriri nervosa
- Mouriri nigra
- Mouriri obtusiloba
- Mouriri oligantha
- Mouriri osaensis
- Mouriri pachyphylla
- Mouriri panamensis
- Mouriri papillosa
- Mouriri pauciflora
- Mouriri peruviana
- Mouriri pranceana
- Mouriri pseudogeminata
- Mouriri pusa
- Mouriri regeliana
- Mouriri retentipetala
- Mouriri rhizophorifolia
- Mouriri sagotiana
- Mouriri sellowiana
- Mouriri sideroxylon
- Mouriri spathulata
- Mouriri spruceana
- Mouriri steyermarkii
- Mouriri subumbellata
- Mouriri tessmannii
- Mouriri torquata
- Mouriri trunciflora
- Mouriri tuberculata
- Mouriri uncitheca
- Mouriri valenzuelana
- Mouriri vernicosa
- Mouriri viridicosta